# مایکل هوتون
مایکل هوتون (انگلیسی: Michael Houghton) دانشمند در زمینه میکروبیولوژی اهل بریتانیا است. شهرت او به دلیل کشف ویروس هپاتیت سی است که به خاطر آن در سال ۲۰۲۰ به همراه چارلز رایس و هاروی آلتر برنده جایزه نوبل فیزیولوژی و پزشکی شد.
وی همچنین برندهٔ جوایزی همچون جایزه گاردینر، جایزه نوبل فیزیولوژی و پزشکی، جایزه پژوهش پزشکی بالینی لسکر-دی‌بیکی، و جایزه روبرت کخ شده‌است.